# Friday Break
Friday Break(일본어: フライデー ブレイク 프라이데이 브레이크[*])는 TBS 텔레비전 계열에서 매주 금요일의 드라마이다.

## 작품 소개
- 《클론 베이비》
- 《헤븐즈 플라워 The Legend of ARCANA》
- 《시마시마》
- 《오란고교 호스트부》